# الکترونیک مولکولی

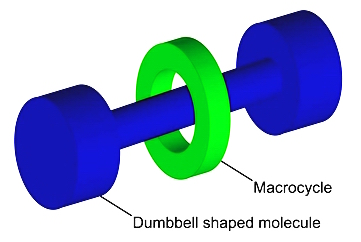
طرح‌واره‌ای از «روتاکسان»، که به عنوان یک سوئیچ مولکولی کاربردی، بکار می‌رود.

الکترونیک مولکولی (به انگلیسی: Molecular electronics)، مطالعه و کابرد بلوک‌های سازنده مولکولی برای ساخت قطعات الکترونیکی است. الکترونیک مولکولی یک حوزهٔ میان‌رشته‌ای است که فیزیک، شیمی، و علم مواد را تحت پوشش دارد. ویژگی خاصی که همهٔ این حوزه‌ها را به هم پیوند می‌دهد، استفاده از سازه‌بلوک‌های مولکولی برای ساخت قطعات الکترونیکی است. به دلیل پیش‌بینی کاهش اندازه در الکترونیک که توسط کنترل خصوصیات سطح مولکولی ارائه شده‌است، الکترونیک مولکولی هیجان زیادی تولید کرده‌است. در واقع زمینه‌هایی بالقوه را برای بسط قانون مور ورای محدودیت‌های پیش‌بینی‌شده در مقیاس مدارهای مجتمع سیلیکونی رایج را ارائه می‌کند.

## الکترونیک مقیاس مولکولی
الکترونیک مقیاس مولکولی، که همچنین الکترونیک تک مولکولی نیز خوانده می‌شود، شاخه‌ای از نانوفناوری است که از یک مولکول، یا مجموعه‌ای از مولکول‌های تکی مقیاس نانو، به عنوان اجزای الکترونیکی استفاده می‌کند. چون مولکول‌های تکی کوچک‌ترین سازه‌های ایستای ممکن را تشکیل می‌دهند، این کوچک‌سازی هدف نهایی برای کوچک‌تر کردن مدارهای الکترونیکی است.
دستگاه‌های الکترونیکی رایج به‌صورت سنتی از مواد انباشته ساخته می‌شدند. مواد انباشته محدودیت‌های ذاتی خود را دارند، و دارای تقاضای روبه‌رشد بوده و هزینه‌بر هستند. به این روی، این ایده شکل گرفت که قطعه‌ها می‌توانند در عوض اتم به اتم در یک آزمایشگاه شیمی (با رویکرد پایین به بالا) ساخته شوند، که با تراشیدن آن‌ها از مادهٔ انباشته (رویکرد بالا به پایین) در تضاد است. در الکترونیک تک‌مولکولی مادهٔ انباشته با مولکول‌های تکی جایگزین می‌شوند؛ یعنی، به جای ایجاد سازه‌ها با برداشتن یا افزودن مواد پس از شکل‌دهی الگودار، اتم‌ها در یک آزمایشگاه شیمی کنار هم آورده می‌شوند. مولکول‌های استفاده‌شده ویژگی‌هایی دارند که به جای قطعه‌های سنتی الکترونیکی همچون سیم، ترانزیستور، یا یکسوکننده ایفای نقش می‌کنند.